# 欧普斯
欧普斯（法語：Aups，法語發音：[ops]）是法国普罗旺斯-阿尔卑斯-蓝色海岸大区瓦尔省的一个市镇，属于布里尼奥勒区。

## 地理
欧普斯（43°37'42"N, 6°13'29"E）面积64.15 平方千米，位于法国普罗旺斯-阿尔卑斯-蓝色海岸大区瓦尔省，该省份为法国东南部沿海省份，北起上普罗旺斯阿尔卑斯省，西北角与沃克吕兹省接壤，西接罗讷河口省，南濒地中海，东临滨海阿尔卑斯省。
与欧普斯接壤的市镇（或旧市镇、城区）包括：博迪昂、福克斯昂富、穆瓦萨克贝勒维、萨莱讷、锡扬拉卡斯卡德、图尔图、韦里尼翁、维勒克罗兹。

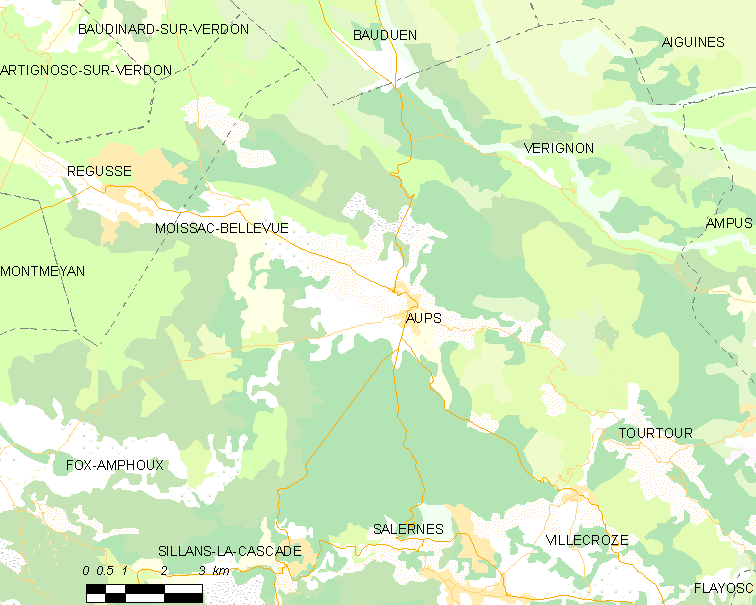
欧普斯的OSM定位图

欧普斯的时区为UTC+01:00、UTC+02:00（夏令时）。

## 行政
欧普斯的邮政编码为83630，INSEE市镇编码为83007。

## 政治
欧普斯所属的省级选区为弗拉约斯克县。

## 人口

1962-2008年间欧普斯人口变化图示

欧普斯于2022年1月1日时的人口数量为2254人。